# Frederick William MacMonnies
Frederick William MacMonnies, né le 28 septembre 1863 et mort le 22 mars 1937 à New York, est un sculpteur et un peintre américain.

## Biographie
En 1880, F. W. MacMonnies entre comme apprenti dans l'atelier d'Augustus Saint-Gaudens et devient rapidement son assistant. Il étudie parallèlement à l'Académie américaine de design et à l'Art Students League of New York. Il rencontre notamment Stanford White, client de Saint-Gaudens, qui sera par la suite un important commanditaire. 
En 1884, MacMonnies part pour Paris pour étudier la sculpture à l'École des beaux-arts. En 1888, il décide d'y ouvrir un atelier et commence à exposer dans des salons. La même année, il épouse une autre artiste, Mary Fairchild, dont il divorcera en 1908. À partir de 1890, il obtient de nombreuses commandes publiques aux États-Unis, dont la Columbian Fountain pour l'exposition universelle de 1893 de Chicago, qu'il achève avec John Flanagan. Après avoir remporté la première médaille d'or pour un sculpteur américain au salon de Paris, il est fait chevalier de la légion d'honneur en 1896. Il remporte ensuite un grand prix à l'exposition universelle de 1900 (Paris). En 1901, il entame également une carrière de peintre et reçoit une mention au Salon de Paris pour la première peinture qu'il y présente. Il enseigne dans les années 1890 à l'Académie Vitti.
Frederick MacMonnies  quitte Paris pour New York en 1915, où il poursuit une carrière émaillée de réalisations monumentales jusqu'à sa mort, en 1937.

### Mémorial américain

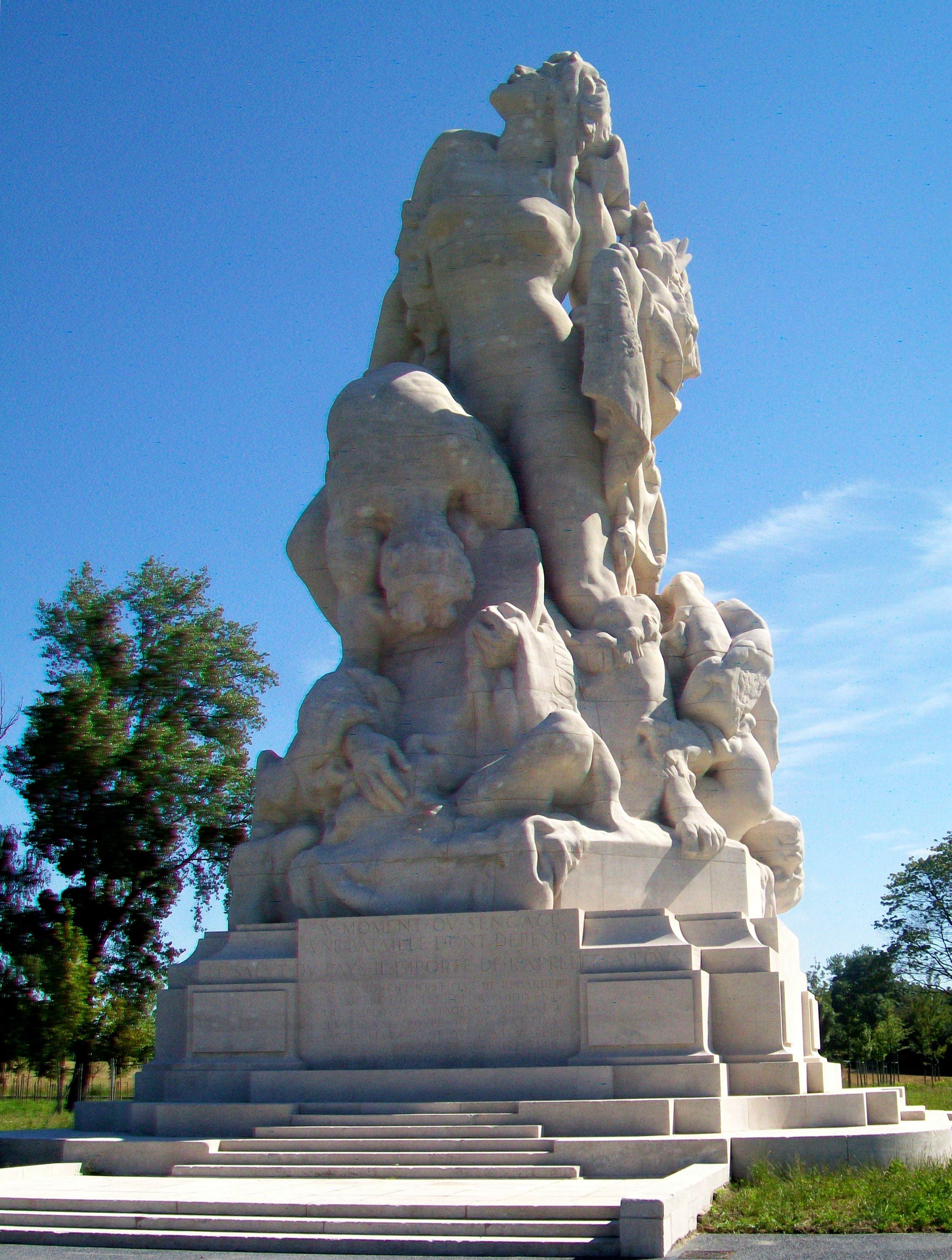
Le Mémorial américain de Meaux, dit La Liberté éplorée (Liberty in Distress), érigé en 1932 par une souscription américaine à la mémoire des Français morts lors de la première bataille de la Marne.

Il est l'auteur du Mémorial américain de Meaux, dit La Liberté éplorée (Liberty in Distress), connue localement sous les noms de « Monument américain » ou « Monument de Varreddes »,.
À Meaux, sur la route menant à Varreddes, cette statue colossale de 26 mètres de haut est composée de 220 blocs de pierre de Lorraine, offerte aux Français par le peuple américain pour honorer la mémoire des Français morts lors de la première bataille de la Marne, le Mémorial américain est inauguré le 11 septembre 1932,. La statue fut construite au point représentant l'avancée maximale des armées allemandes alors que celles-ci avançaient vers Paris, en septembre 1914.
Le modèle en bronze qui mesure 3 mètres de haut, sculpté en 1922, se trouve au Mémorial de la Première Guerre mondiale (en) construit la même année à Atlantic City, New Jersey,.

## Élèves
- Enid Yandell (1869-1934), sculptrice américaine, élève à l'Académie Vitti en 1894